# Федоричев Олексій Михайлович
Олексій Михайлович Федоричев (3 серпня 1955, Красногорськ, Московська область) — російський підприємець, олігарх. Має паспорти Угорщини та Уругваю, живе в Монако.
Власник великого трейдера на ринках сірки, зерна і мінеральних добрив — компанії «Fedcominvest» (генеральний спонсор ФК Монако[відсутнє в джерелі]), компаній Fedcominvest Monaco SAM (Монако), Fedcominvest Europe SARL (Монако), TIS Grain SA (Ліхтенштейн), Lirtavis Enterprises Ltd (Кіпр), а також десятків інших розрізнених офшорних компаній, неформально іменованих «група Fedcom» або «група ТІС», загалом іменована «група Fedcom-ТІС», співвласник групи морських терміналів Трансінвестсервіс (ТІС) в Україні. Засновник та власник ТІС-Зерно.
Колишній власник футбольних клубів «Динамо» (Москва) і «Ростов»}.
Попри відсутність російського громадянства, 2006 року журнал Forbes включив Федоричева до списку найбагатших бізнесменів РФ, де він займав 49-е місце зі статком 450 млн $. Проживає в Монако, Монте-Карло.

## Життєпис
На початку 1970-х років грав у хокей з м'ячем за команду «Зоркий». 1973 року як службовець спортивної роти, дивізії ім. Дзержинського, отримав запрошення в дублюючий склад московського «Динамо». Потім грав за футбольний клуб «Кривбас» з Кривого Рогу.
У 1987 році емігрував з СРСР.
У грудні 1994-го в Монако зареєстрував компанію Fedcominvest Monaco SAM, що спеціалізувалася на експорті сірки і добрив зі східноєвропейських країн з колишнього СРСР.
2004—2007 — структурам Федоричева належав контрольний пакет акцій клубу «Динамо» (Москва). Відразу після приходу в команду, Федоричев став вкладати в неї гроші: в сезоні-2005 року сума інвестицій склала близько 100 млн $. При ньому клуб купив або орендував португальців Маніше, Коштінья, Нуну, Нуну Фрешо, Жорже Рібейру, Сісеру, Луїша Лоурейру, Алмамі Морейру, Данні, бразильців Тіаго Сілву, Дерлея, Жеана, Жорже Луїса, грека Юркас Сейтарідіс, перуанці Андреса Мендоси і запросив бразильського тренера Іво Вортманна.
Було також заплановано будівництво нового стадіону та реконструкція бази в Новогорську. Однак, за два роки після придбання «Динамо», Федоричев втратив до нього інтерес. Він планував придбати землю в Петровському парку, яка належала клубу, проте зробити цього не вдалося. У команди з'явились мільйонні борги і Федоричев був змушений продати клуб.

## Санкції
2019 року проти Олексія було введено персональні санкції, що включали блокування активів, протидію виведення капіталу з України, відмова у наданні віз та інші заборони щодо в'їзду до України.
14 травня президент Зеленський виключив Федоричева з санкційного списку. У липні 2024 року Італія заарештувала активи Федоричева за запитом САП на суму $45 млн, також у Італії було заарештовано замок Федоричева.

## Підозри у відмивання грошей для мафії в Європі
Федоричев неодноразово підозрювався поліцією Франції та Італії у відмиванні грошей для N'Drangheta (італійської мафії провінції Калабрія), української мафії і російської мафії.
Поліція Монако ще в 1997 році запідозрила Fedcominvest у відмиванні кримінальних грошей. Тоді за зберігання підроблених паспортів був затриманий і засуджений на шість місяців в'язниці і 50 тисяч франків штрафу співробітник компанії Олександр Клюєв. Fedcominvest визнав легальним «дахом» східної європейської мафії. На думку поліції, компанія була причетна до діяльності угрупування затриманого пізніше українця Леоніда Мініна, під виглядом Монакської фірми Galaxy Management займалося незаконною торгівлею зброєю і наркотиками. Сам Олексій Федоричев нібито не зміг пояснити наявність уругвайського паспорта і різницю між отримуваних ним в 1993 році платнею в компанії United London Trade Ltd. в розмірі 3,5 тисячі франків щомісяця й орендною платою в 72 тисячі франків за квартиру в Монте-Карло на престижній Rue de France.
У 2002 році французька преса повідомила, що поліція закінчила перевірку. Однак нічого кримінального в діяльності ні всієї Fedcom, зареєстрованої в офшорі на британському острові Мен, ні її відділень у Москві, Києві, Стамбулі, Женеві, флоридській Тампі та інших містах виявити не вдалося.
Проте, коли в тому ж 2002 році Федоричев виявив бажання придбати активи футбольного клубу князівства за 100 мільйонів доларів, в справу втрутився особисто принц Реньє і наклав вето на угоду. Це було зроблено всупереч спонсорській допомозі Федоричева монакським футболістам. Починаючи з 2000 року він щорічно виплачував в скарбницю князівства по 2 мільйони доларів тільки за те, щоб футболісти Монако виступали в футболках з логотипом Fedcominvest. На рішення принца вплинула і та обставина, що до 2002 року по всій Європі було затримано близько 150 осіб, які займалися торгівлею зброєю, наркотиками і постачанням повій зі Східної Європи. Всі нитки привели до Федоричева, якому, проте, вдалося вийти сухим з води завдяки найнятій армії високооплачуваних юристів.

## Спроба рейдерського захоплення порту Південний, Україна
У 2005 році компанія Федоричева ТОВ «Трансінвестсервіс» (Україна), яка володіла чотирма і орендувала ще два причали в порту «Південний», самовільно і без узгодження з адміністрацією порту провела днопоглиблювальні роботи в районі одного з причалів для того, щоб приймати великотоннажні судна.
Через чотири роки, у 2009 році, правонаступник ТОВ «Трансінвестсервіс» — ТОВ «ТІС-Руда» — подала в Одеський обласний господарський суд позов з вимогою зобов'язати «Південний» виплатити понад 51,3 мільйона гривень як компенсацію за виконані днопоглиблювальні роботи. Обґрунтовувалась ця вимога тим, що плодами праць ТІС користується весь порт.

Начальник порту «Південний» Юрій Крук визнав вимогу ТІС-а незаконними. Він вказав на те, що кінцевою метою ТІС-а було зовсім не відшкодування позовної суми, а відшкодування понад 500 мільйонів гривень, які компанія витратила на розширення всіх причалів порту «Південний», що знаходяться у нього в оренді.
Одноразово виставлена така сума державного порту могла означати тільки накладення арешту на цілісний державний майновий комплекс з подальшим відчуженням прав на нього, на користь структур Федоричева.
Ситуацію вдалося врегулювати лише після втручання спеціальної контрольної комісії Верховної Ради України з питань приватизації та тодішнього прем'єр-міністра Юлії Тимошенко. Оренда причалів «Південного» була продовжена ТІС ще на 25 років, але рейдерське захоплення порту «Південний» російському підприємцю не вдався.

## Крадіжка зерна з державної корпорації в Україні
За повідомленням Національного антикорупційноо бюро у липні-жовтні 2014 року Федоричев вступив у корупційну змову з топ-менеджментом Державної продовольчо-зернової корпорації України (ДПЗКУ). Внаслідок якої шахрайським шляхом заволодів зерном державної корпорації на суму $ 61 млн на умовах відстроченої оплати на офшорну компанію Lirtavis Enterprises Ltd. (Кіпр), що входить в групу Fedcom: на $ 17,000,000.00 — опосередковано через офшорну компанію Somerton Business Ltd. (Гонконг), підконтрольну менеджменту ДПЗКУ; на $ 44,000,000.00 — безпосередньо від ДПЗКУ.
Постачання зазначених партій зерна ДПЗКУ закупили на зерновому ринку у внутрішньому ринку за кошти кредиту Ексімбанку Китайської народної республіки, які були отримані під державні гарантії Кабінету Міністрів України, тобто під гарантії бюджетних грошей.
Крім порушення карного провадження в Україні та відповідно до положень арбітражного застереження зовнішньоекономічних контрактів з Somerton і з Lirtavis, ДПЗКУ звернулася з позовами до Господарського суду GAFTA (Grain and Feed Trade Association — Міжнародна асоціація з торгівлі зерновими і фуражними культурами зі штаб-квартирою в м. Лондон, Велика Британія), в результаті розгляду яких: у 2015 р. Somerton в першій інстанції Арбітражного суду GAFTA програла позов, результатом якого стало рішення, яке зобов'язує Somerton виплатити ДПЗКУ $ 17 — млн. В матеріалах справи зазначається, що весь вантаж був безоплатно переданий Lirtavis, яка призвела до його подальшого продажу. Апеляційної заяви Somerton не подавала.
У 2016 р. Lirtavis в першій інстанції Арбітражного суду GAFTA програла чотири позови на суму $ 44 млн за чотирма судовими справами (за кількістю контрактів).
Lirtavis звернулися зі скаргою в апеляційну інстанцію арбітражу GAFTA, де не змогла вплинути на рішення першої інстанції арбітражу GAFTA, яка в повному обсязі підтвердила рішення першої інстанції задовольнити позовні вимоги й зобов'язала Lirtavis виплатити ДПЗКУ $ 44 млн, одночасно відмовивши Lirtavis у всіх її зустрічних вимогах, позовах.
Оперативні дії Служби Безпеки України почалися навесні 2014 р., а в грудні 2014 р. було зареєстровано кримінальне провадження No22014101110000215 за ознаками злочину, передбаченого ч.5 ст.191 КК України.
В кінці 2016 р. — початку 2017 р. НАБУ здійснило ряд затримань співробітників ДПЗКУ і підконтрольних Федоричеву підприємств в Україні, яким вручили повідомлення про підозру. У березні 2017 р. детективи НАБУ відкрили проти Федоричева ще одне кримінальне провадження ЕРДР No52017000000000166, на цей раз за ч.3 ст.27, ч.5 ст.191, ст.369 КК України. Так само було складено повідомлення про підозру самому Федоричеву, однак при спробі його вручення судовою поліцією Монако, він відмовився розписуватися в його отриманні і нині ховається від українських правоохоронців в Монако.

## Національний розшук в Україні
Національне антикорупційне бюро України (НАБУ), яке довгий час намагалося вручити Федоричеву повідомлення про підозру в рамках кримінальних проваджень, пов'язаних з низкою корупційних злочинів, скоєних ним щодо Державної продовольчо-зернової корпорації України за низкою статей Кримінального кодексу Україна, а саме:
- у сфері службової діяльності та професійної діяльності, пов'язаної з наданням пубулічних послуг по ст. 369 «Пропозиція, обіцянка або надання неправомірної вигоди посадовій особі», частина 3 «вчинені за попередньою змовою групою осіб», що карається позбавленням волі на строк від чотирьох до восьми років з конфіскацією майна або без такої";
- у сфері злочинів проти власності: ст .190 «шахрайство» частина 4 «шахрайство, вчинене в особливо великих розмірах або організованою групою», карається позбавленням волі на строк від п'яти до дванадцяти років з конфіскацією майна";
- в сфері злочинів у сфері господарської діяльності ст. 209 «Легалізація (відмивання) доходів, одержаних злочинним шляхом» частина 3 «Вчинені організованою групою або в особливо великому розмірі», що карається позбавленням волі на строк від восьми до п'ятнадцяти років з позбавленням права обіймати певні посади чи займатися певною діяльністю на строк до трьох років з конфіскацією майна".

У квітні 2018 року Олексія Федоричева було оголошено в національний розшук в Україні.

## Сім'я
Одружений з Уляною Цейтліною, зіркою Playboy 1990-х років.